# Tenley Albright
Tenley Emma Albright (18 de julio de 1935) es una expatinadora artística y cirujana estadounidense. Fue campeona olímpica 1956, medallista de plata olímpica en 1952 Patinaje artístico en los Juegos Olímpicos de Oslo 1952, Campeona mundial de 1953 y 1955, campeona norteamericana de 1953 y 1955, y campeona nacional 1952-1956. Albright también es licenciada de la Escuela de Medicina de Harvard. En 2015 fue incluida en el Salón Nacional Femenino de la Fama.

## Carrera de patinaje
A los once años padeció un ataque de polio. El patinaje fue su terapia para recuperar fuerza muscular.
Ganó la medalla de plata en las olimpiadas de 1952. Ganó su primer título mundial en 1953, plata en 1954, una segunda medalla de oro en 1955, y su cuarta medalla, de plata, en 1956.
En 1956, mientras entrenaba para la olimpiada, Albright se cayó debido a un surco en el hielo y se cortó el tobillo derecho hasta el hueso con el patín izquierdo. La cortadura fue suturada por su padre, quien era cirujano. En las olimpiada de Invierno de 1956 en Cortina d'Ampezzo, Italia, se convirtió en la primera patinadora mujer estadounidense en ganar una medalla de oro Olímpica.
Albright se retiró de patinaje competitivo en 1956 pero permaneció vinculada al patinaje artístico como funcionaria deportiva. En 1982 se convirtió en la vicepresidenta del Comité Olímpico de Estados Unidos.

## Carrera médica
Graduada de la Winsor School en Boston, Albright ingresó al Radcliffe College en 1953 como aspirante a medicina, y completó su educación después de las olimpiadas de 1956. Se graduó de la Escuela de Médicina de Harvard en 1961, pasó a ser cirujana, y practicó 23 años, continuando como miembro de facultad y conferenciante en Escuela Médica de Harvard. Por un tiempo presidió el Consejo de Regentes de la Biblioteca Nacional de Medicina en los Institutos Nacionales de Salud. Como directora, ha servido para instituciones sin fines de lucro como el Instituto Whitehead para Investigación Biomédica y el Institución Oceanográfica de Woods Hole y en empresas  como West Pharmaceutical Services Inc. y State Street Bank & Trust Company. Es actualmente la Directora de Iniciativas Colaborativas del MIT.

## Vida personal
Tenley Albright nació en Newton Center, Massachusetts, hija de Hollis Albright, un destacado cirujano de Boston. Su padre la apoyó en sus primeras aspiraciones de patinaje artístico al crear una pista de patinaje en su patio trasero para que ella practicara. Albright estuvo casada con Tudor Gardiner, abogado, de 1962 a 1976. En 1981 se casó con el expropietario del hotel Ritz Carlton, Gerald Blakeley, quien comparte su asociación con Woods Hole y preside la Escuela de Medicina de The Morehouse.